# Palù del Fersina
Palù del Fersina est une commune italienne d'environ 200 habitants située dans la province autonome de Trente dans la région du Trentin-Haut-Adige dans le nord-est de l'Italie.

## Géographie
Le lac d'Erdemolo se situe sur le territoire administratif de la commune.

## Cyclisme
Cette ascension fut grimpée deux fois lors de la 5e étape du tour des Alpes 2024, classée en première catégorie.

## Administration
| Période                                  | Période | Identité | Étiquette | Qualité |
| ---------------------------------------- | ------- | -------- | --------- | ------- |
|                                          |         |          |           |         |
| Les données manquantes sont à compléter. |         |          |           |         |

### Communes limitrophes
Les communes limitrophes sont  Baselga di Piné, Bedollo, Fierozzo, Sant'Orsola Terme, Telve di Sopra, Telve et Torcegno.